# Pers (Deux-Sèvres)
Pers korábbi község Franciaország Új-Aquitania régiójában, Deux-Sèvres megyében. 2025. január 1-jén négy másik korábbi községgel egyesült és az így létrejött Sauzé-entre-Bois új község része lett.
Lakosainak száma 69 fő (2022. január 1.). Pers Clussais-la-Pommeraie, Sainte-Soline és Vanzay községekkel határos.

## Népesség
A település népességének változása:
| Lakosok száma | 70   | 73   | 76   | 74   | 74   | 74   | 74   | 74   | 69   |
|               | 2013 | 2015 | 2016 | 2017 | 2018 | 2019 | 2020 | 2021 | 2022 |